# Namig Abdullayev
Namig Yadulla Abdullayev Namiq Abdullayev in azero (Baku, 4 gennaio 1971) è un ex lottatore azero.
Ha vinto due medaglie olimpiche nella lotta libera: una medaglia d'oro alle Olimpiadi di Sydney 2000 nella categoria 54 kg e una medaglia d'argento ai giochi di Atlanta 1996 nella categoria 52 kg.
Ha partecipato anche alle Olimpiadi 2004.
Inoltre, in diverse categorie, ha vinto tre medaglie d'argento mondiali (1994, 1998 e 2002), una medaglia di bronzo mondiale (2006), tre medaglie d'oro europee (1994, 1995 e 2003), due medaglie d'argento europee (1997 e 2006) e una medaglia di bronzo europea (1996).
È fratello di un altro lottatore, Arif Abdullayev.